# Richard E. Brooks

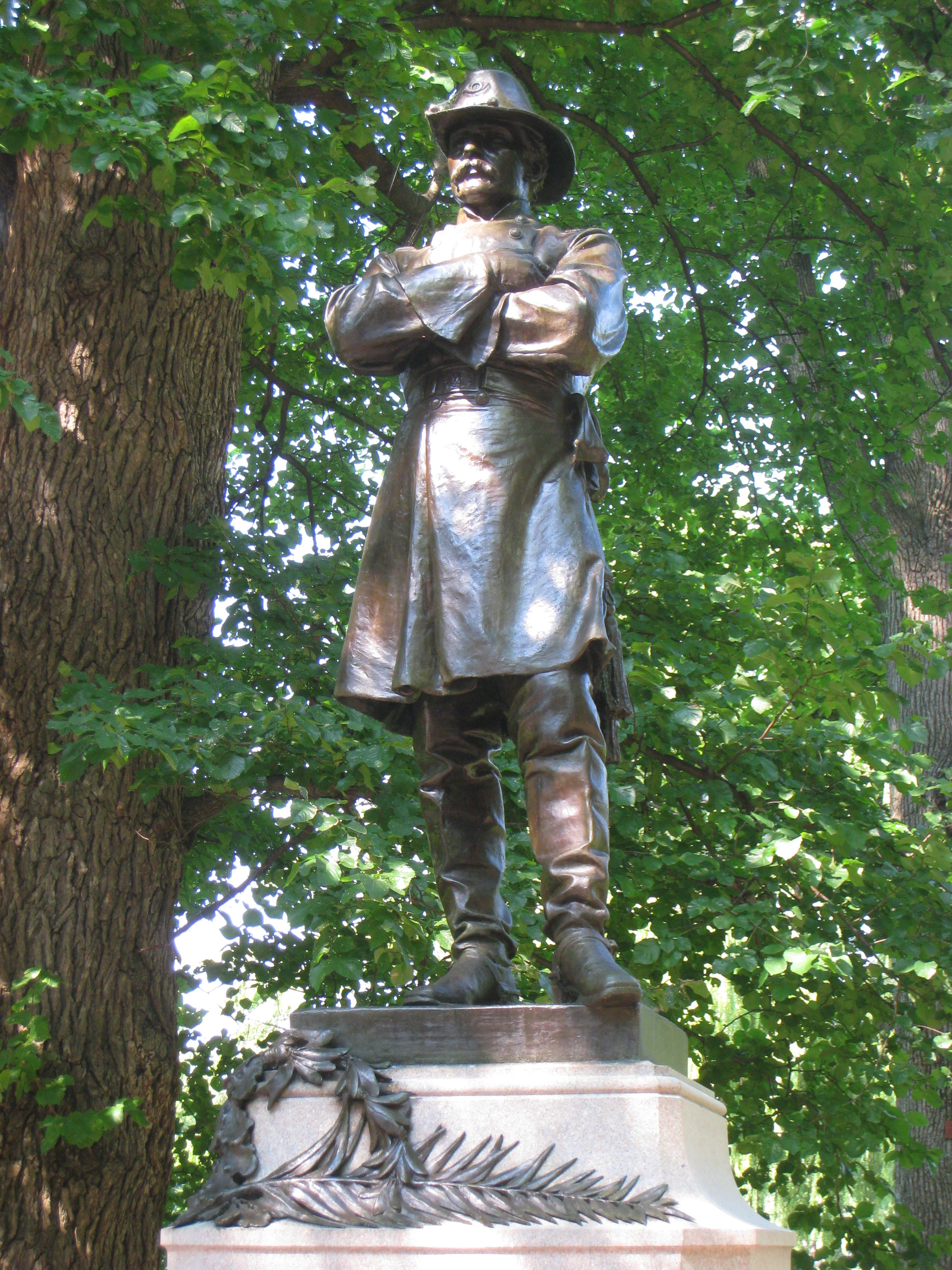
Thomas Cass (1899)

Richard Edwin Brooks (Braintree, 1865 - Boston, 2 mei 1919) was een Amerikaans beeldhouwer.
Brooks studeerde in Parijs onder Jean-Paul Aubé. Zijn vroege werken zoals Chant de la Vague of Song of the Wave (1894) en The Bather (1896) zijn vlot en levendig van opzet, zijn latere standbeelden zijn meer traditioneel. In 1897 werd Brooks toegelaten tot de National Sculpture Society. Hij won een gouden medaille op de Parijse salon in 1900 voor zijn beeld van Thomas Cass en een jaar later een gouden medaille voor beeldhouwen op de Pan-Amerikaanse Expositie. 
Hij maakte onder meer in 1903 twee beelden voor de National Statuary Hall van het Capitool in Washington D.C.. Hij exposeerde meerdere malen, onder andere bij de salon in Parijs in 1894, 1900 en 1909.

## Werken
- standbeeld Thomas Cass (1899), Boston
- buste Francis Amasa Walker (1901), Boston Public Library, Boston
- standbeeld Charles Carroll (1903), Capitool, Washington
- standbeeld John Hanson (1903), Capitool, Washington
- standbeeld Charles Carroll of Carrollton, Maryland State House, Annapolis
- standbeeld William Seward (1909) Seattle